# AQUBEE
AQUBEE（アクビー）は愛媛を拠点に活動するロックでアニマルなハードポップバンド。AQUBEE（アクビー）の名前の由来は人間なら誰でも一日一回はする「あくび」から来ており、毎日このバンドのことを思い出して欲しいという思いと、「あくび」がどんどん人に伝染っていくようにAQUBEE（アクビー）もどんどんと人々に広まっていけたらという思いが込められている。

## メンバー
- ヒカル（ボーカル、コーラス）、6月7日生まれ。
- まるこめ（ベース）、11月21日生まれ。
- Shoji Yokoi（ギター）、3月31日生まれ。
- 松浦伸也（ドラム）、10月29日生まれ。

## 略歴
2015年7月結成
2016年2月27日。ファーストミニアルバム「とってもあにまる」リリース。
2017年9月27日
セカンドミニアルバム「HAPPINESS」をリリース。

## 来歴
2015年
- 7月、ボーカルのヒカル、ベースのまるこめ、ドラムのバシケン、ギターのShoji YokoiでAQUBEEを結成。

2016年
- 2月27日 - ファーストミニアルバム「とってもあにまる」リリース。

2017年
- 9月27日 - セカンドミニアルバム「HAPPINESS」をリリース

2018年
- 2月14日 - ライヴ・アース まつやまにオープニングアクトとしての出場が発表される。[1]
- 4月24日 - ドラム、バシケンがAQUBEEより脱退。
- 5月5日 - サポートドラマーだった松浦伸也が正式にAQUBEEにドラムとして加入。

## 出演ライブ及びイベント
- 2015年09月19日 - AQUBEE企画ライブ ＠BAR STANDARD
- 2015年10月18日 - ガッツムネマソpresents「マシンガンエチケット」 ＠WstudioRED （オープニングアクトとして出演）
- 2015年11月07日 - Numb.ROCK PARTY vol.1 ＠松山サロンキティ
- 2015年11月11日 - 第3回松前町産業祭り「たわわ祭」 ＠エミフル松前敷地内まさき村
- 2015年12月26日 - HI BACK PACK ＠WstudioRED
- 2016年01月16日 - Numb ROCK PARTY vol.2　＠松山サロンキティ
- 2016年02月27日 - AQUBEE レコ発ライブ　＠松山サロンキティ
- 2016年05月08日 - ＠BAR STANDARD
- 2016年05月28日 - AQUBEE インストアライブ　＠DUKE SHOP松山
- 2016年06月19日 - ＠WstudioRED
- 2016年07月17日 - AQUBEE　アコースティックライブ　＠エミフル松前グリーンコート
- 2016年07月23日 - AQUBEE　スペシャルライブ　＠エミフル松前グリーンコート
- 2016年07月23日 - AQUBEER GARDEN　＠松山サロンキティ
- 2016年08月14日 - アニソンカンツォーネ ライブ　＠松山サロンキティ
- 2016年11月13日 - まさき産業まつり たわわ祭　＠エミフル松前敷地内まさき村
- 2017年01月08日 - AQUBEER GARDEN vol.2　＠松山サロンキティ
- 2017年01月28日 - 「PANDEMIC」release tour 2017　＠WstudioRED
- 2017年02月26日 - ＠BAR STANDARD
- 2017年03月28日 - YAMONES TOUR 2017 ＠松山サロンキティ
- 2017年05月03日 - 『はなはな祭り』　＠佐田岬はなはな
- 2017年06月23日 - Fuckin' Man Electric ＠松山サロンキティ
- 2017年07月09日 - ＠BAR STANDARD
- 2017年08月26日 - AQUBEER GARDEN vol.3 ＠松山サロンキティ